# Serdar Berdimuhamedow
Serdar Gurbangulyýewiç Berdimuhamedow (22 september 1981, Asjchabad, Turkmeense Socialistische Sovjetrepubliek) is een Turkmeens politicus, die sinds 19 maart 2022 de president van Turkmenistan is. 
Hij is sinds 2021 vice-voorzitter in het kabinet van ministers van Turkmenistan. Berdimuhamedow heeft eerder verschillende andere regeringsfuncties bekleed onder wat algemeen wordt beschouwd als het autoritaire regime van zijn vader, president Gurbanguly Berdimuhamedow. Hij voerde met succes campagne om zijn vader op te volgen bij de presidentsverkiezingen van 2022 in Turkmenistan, die door veel internationale waarnemers als schijnverkiezingen werden gezien, en trad op 19 maart aan.